# Муро-де-Алькой
Муро-де-Алькой, Муро (ісп. Muro de Alcoy (офіційна назва), валенс. Muro) — муніципалітет в Іспанії, у складі автономної спільноти Валенсія, у провінції Аліканте. Населення — 9303 особи (2022).

## Географія
Муніципалітет розташований на відстані близько 330 км на південний схід від Мадрида, 48 км на північ від Аліканте.
На території муніципалітету розташовані такі населені пункти: (дані про населення за 2010 рік)
- Алькерія-Хорда: 15 осіб
- Бенамер: 123 особи
- Села-де-Нуньєс: 175 осіб
- Муро-дель-Алькой: 8579 осіб
- Турбальйос: 69 осіб

## Демографія
Динаміка населення (INE ):

## Галерея зображень

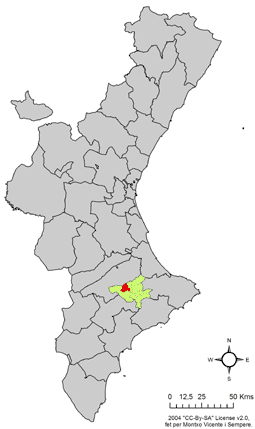
Розташування муніципалітету у автономній спільноті Валенсія
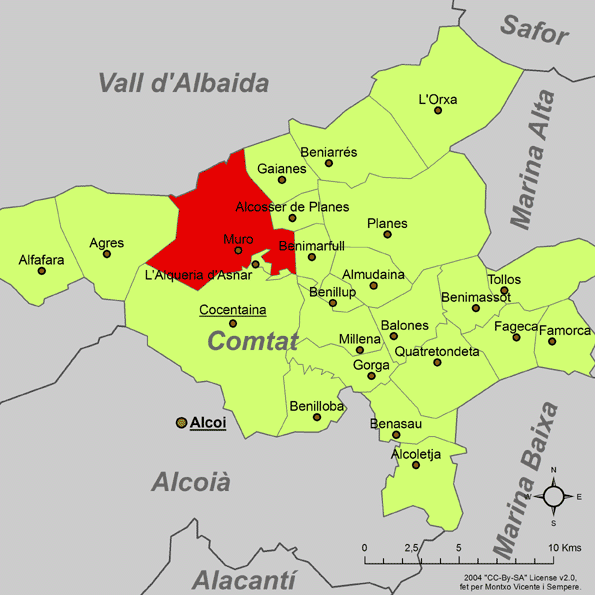
Муро